# Metković
Metković er en by i det sydlige Kroatien, der ligger ved grænsen til Bosnien og Hercegovina. Der er ca. 15.000 indbyggere, og floden Neretva går igennem byen og videre ud i Adriaterhavet.
Byen bliver først nævnt i 1422 i et retsdokument som en mindre bondeby. Den forblev sådan indtil starten af 1800-tallet, hvor den blev udvidet betydeligt under østrigsk herredømme.
Byen ligger tæt ved den antikke romerske by Narona, der i dag hedder Vid. Byen var en vigtig romersk handelspost.
- Wikimedia Commons har flere filer relateret til Metković